# Ludo Permentier
Ludo Permentier (Bornem, 1950) is een Belgisch journalist, redacteur en auteur. Hij was medewerker bij de Nederlandse Taalunie en de UGent, en van 2006 tot 2016 een van de juryleden van het Groot Dictee der Nederlandse Taal. Sinds 2017 is hij mede-organisator van Het Groot Dictee heruitgevonden, tegenwoordig De Schrijfwijzen.

## Levensloop
Ludo Permentier komt uit een arbeidersgezin van zeven kinderen uit Bornem. Na een studie Germaanse talen aan de KU Leuven succesvol te hebben afgerond, vestigde hij zich in het Vlaams-Brabantse dorp Boutersem, waar hij met enkele gelijkgestemden een onafhankelijke dorpskrant oprichtte. In 1988 werd hij gevraagd voor de cultuurredactie van Het Nieuwsblad, waarvoor hij zijn werkzaamheden voor de lokale krant stop moest zetten. Twee jaar later verhuisde Permentier naar De Standaard voor een functie als eindredacteur en beheerder van het Stijlboek van de krant. Tot in 2021 schreef hij onder de noemer "Woorden weten alles" columns voor de krant. Die columns zette hij in 2021 en 2022 verder bij het Instituut voor de Nederlandse taal. Begin 2013 verscheen een bundeling van zijn columns bij De Standaard bij De Bezige Bij Antwerpen.
Omstreeks 2000 raakte de redacteur betrokken bij woordenboekenuitgever Van Dale, waar hij zich tot 2006 voornamelijk concentreerde op het Belgisch-Nederlands. In 2015 publiceerde hij samen met Rik Schutz het boek Typisch Vlaams, met 4000 bekende en minder bekende Belgisch-Nederlandse woorden en uitdrukkingen.
Enkele jaren later werd hem gevraagd de leidraad te schrijven voor de herziene uitgave van het Groene Boekje dat in 2005 werd gepubliceerd, nadat hij zich zeer kritisch had uitgesproken over de editie van 1995.. Tot aan zijn pensioen in 2015 was hij actief als projectleider voor de Nederlandse Taalunie en doceerde hij aan de UGent. 
Daarnaast was hij vanaf 1991 als mede-organisator en corrector betrokken bij het Groot Dictee der Nederlandse Taal in de Eerste Kamer. Van 2006 tot aan de laatste editie in 2016 was hij ook jurylid. In 2017, het jaar nadat het Groot Dictee der Nederlandse Taal werd stopgezet, werd hij mede-organisator van Het Groot Dictee heruitgevonden, een alternatieve versie van Het Groot Dictee dat in een aantal bibliotheken in Vlaanderen werd georganiseerd. In 2019 kreeg dit dictee een nieuwe naam, De Schrijfwijzen, en het wordt sindsdien mee georganiseerd door Creatief Schrijven.